# Zilveren Leeuw
De Zilveren Leeuw (Leone d'Argento) is een Italiaanse filmprijs die jaarlijks wordt uitgereikt aan de "beste regisseur" tijdens het Filmfestival van Venetië.

## Winnaars van de Zilveren Leeuw voor beste regisseur
| Jaar                | Regisseur            | Film                                             | Nationaliteit regisseur                        |
| ------------------- | -------------------- | ------------------------------------------------ | ---------------------------------------------- |
| 1990 (47ste editie) | Martin Scorsese      | Goodfellas                                       | Verenigde Staten                               |
| 1998 (55ste editie) | Emir Kusturica       | Black Cat, White Cat                             | Servië                                         |
| 1999 (56ste editie) | Zhang Yuan           | Guo nian hui jia                                 | China                                          |
| 2000 (57ste editie) | Buddhadeb Dasgupta   | Uttara                                           | India                                          |
| 2001 (58ste editie) | Babak Payami         | Raye Makhfi                                      | Iran                                           |
| 2002 (59ste editie) | Lee Chang-dong       | Oasis                                            | Zuid-Korea                                     |
| 2003 (60ste editie) | Takeshi Kitano       | Zatoichi                                         | Japan                                          |
| 2004 (61ste editie) | Kim Ki-duk           | Bin-jip                                          | Zuid-Korea                                     |
| 2005 (62ste editie) | Philippe Garrel      | Les Amants réguliers                             | Frankrijk                                      |
| 2006 (63ste editie) | Alain Resnais        | Cœurs                                            | Frankrijk                                      |
| 2007 (64ste editie) | Brian De Palma       | Redacted                                         | Verenigde Staten                               |
| 2008 (65ste editie) | Aleksey German       | Bumažnyj soldat                                  | Rusland                                        |
| 2009 (66ste editie) | Shirin Neshat        | Women Without Men                                | Iran                                           |
| 2010 (67ste editie) | Álex de la Iglesia   | Balada triste de trompeta                        | Spanje                                         |
| 2011 (68ste editie) | Cai Shangjun         | Ren shan ren hai                                 | China                                          |
| 2012 (69ste editie) | Paul Thomas Anderson | The Master                                       | Verenigde Staten                               |
| 2013 (70ste editie) | Alexandros Avranas   | Miss Violence                                    | Griekenland                                    |
| 2014 (71ste editie) | Andrej Kontsjalovski | De witte nachten van postbode Aleksej Trjapitsyn | Rusland                                        |
| 2015 (72ste editie) | Pablo Trapero        | El Clan                                          | Argentinië                                     |
| 2016 (73ste editie) | Andrej Kontsjalovski | Paradise                                         | Rusland                                        |
| 2016 (73ste editie) | Amat Escalante       | La región salvaje                                | Mexico                                         |
| 2017 (74ste editie) | Xavier Legrand       | Jusqu'à la garde                                 | Frankrijk                                      |
| 2018 (75ste editie) | Jacques Audiard      | The Sisters Brothers                             | Frankrijk                                      |
| 2019 (76ste editie) | Roy Andersson        | Om det oändliga                                  | Zweden                                         |
| 2020 (77ste editie) | Kiyoshi Kurosawa     | Wife of a Spy                                    | Japan                                          |
| 2021 (78ste editie) | Jane Campion         | The Power of the Dog                             | Nieuw-Zeeland                                  |
| 2022 (79ste editie) | Luca Guadagnino      | Bones and All                                    | Italië                                         |
| 2023 (80ste editie) | Matteo Garrone       | Io Capitano                                      | Italië                                         |
| 2024 (81ste editie) | Brady Corbet         | The Brutalist                                    | Verenigd Koninkrijk Verenigde Staten Hongarije |